# Mark-Jan Fledderus
Mark-Jan Fledderus (ur. 14 grudnia 1982 w Coevorden) – holenderski piłkarz występujący na pozycji pomocnika. Od 2014 jest zawodnikiem Heraclesa Almelo.

## Kariera
Fledderus profesjonalną karierę rozpoczynał w SC Heerenveen. W jego barwach zadebiutował 29 maja 2003 w przegranym 0-3 meczu z Ajaxem Amsterdam, rozegranym w ramach rozgrywek Eredivisie. Było to jednak jedyne spotkanie rozegrane przez niego w sezonie 2002/2003. W następnym w lidze zagrał pięć razy. Natomiast w sezonie 2003/2004 ani razu nie zdołał wystąpić w barwach klubu. W sumie dla Heerenveen rozegrał sześć spotkań.
W styczniu 2004, w trakcie trwania sezonu 2003/2004 odszedł do drugoligowego Stormvogels Telstar. Pierwszy występ zanotował tam 5 lutego 2004 w przegranym 0-1 ligowym meczu z MVV Maastricht. Do końca sezonu w lidze zagrał w sumie dziesięć razy.
Latem 2004 powrócił do ekstraklasy, gdyż został zawodnikiem grającego tam FC Groningen. W jego barwach pierwszy mecz zaliczył 15 sierpnia 2004 w bezbramkowo zremisowanym ligowym pojedynku z RKC Waalwijk. 9 kwietnia 2005 strzelił pierwszego gola w zawodowej karierze. Było to w wygranym 3-0 ligowym spotkaniu z RBC Roosendaal. W sezonach 2006/2007 oraz 2007/2008 grał z klubem w Pucharze UEFA, jednak w obu przypadkach kończył z nim go już na pierwszej rundzie. Łącznie w Groningen rozegrał 88 spotkań i strzelił 9 goli.
W 2008 roku podpisał kontrakt z innym pierwszoligowcem - Heraclesem Almelo. Pierwszy występ zanotował tam 20 września 2008 w zremisowanym 1-1 meczu z FC Groningen.
W marcu 2011 roku przeszedł na zasadzie wolnego transferu do klubu Roda JC Kerkrade. 26 maja 2013 roku strzelił dwie bramki w decydującym o pozostaniu Rody w Eredivisie meczu przeciwko Sparcie Rotterdam, z czego drugą w ostatnich sekundach spotkania.